# Somaliska diasporan
Den somaliska diasporan avser personer med somaliskt ursprung som nu bor delar av världen som traditionellt inte varit bebott av personer från deras etniska grupp. 

## Afrika

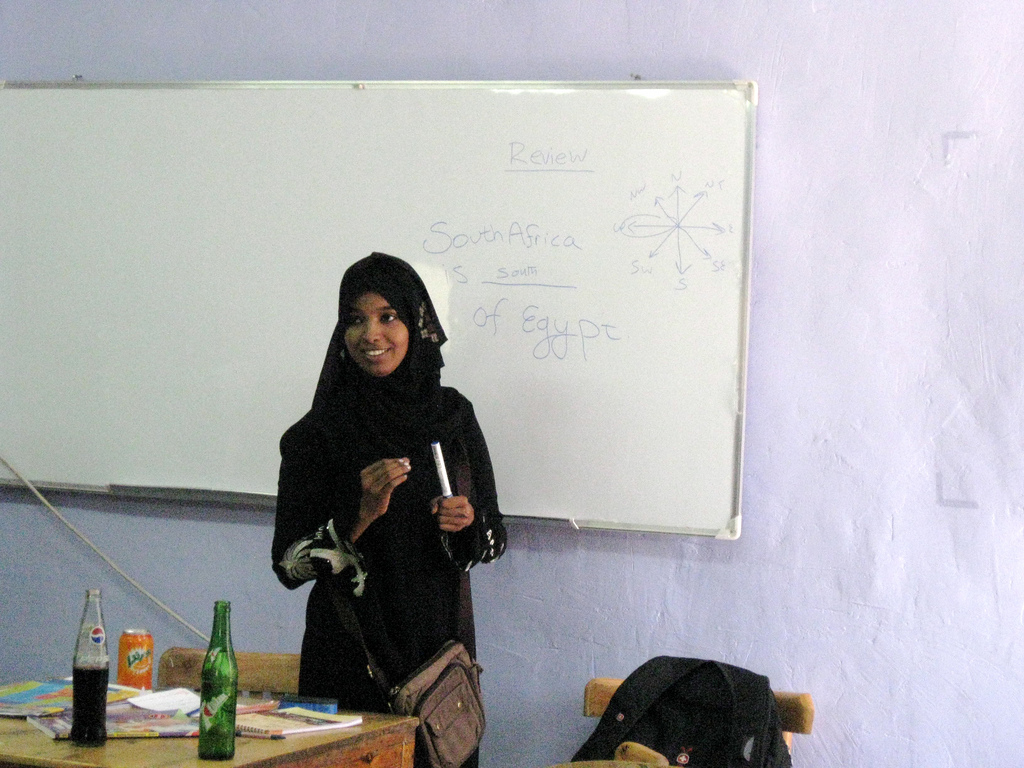
En somalisk high school-student i Kairo, Egypten.

Cirka två tredjedelar av alla somalier som lever utanför Somalia bor i grannländer som Kenya, Etiopien, Djibouti och Jemen.
Lägre antal har migrerat till Egypten, Eritrea, Uganda och Sydafrika.

### Etiopien
I mars 2018 uppskattades fler än 255 000 somaliska flyktingar bo i Etiopien.

### Kenya
Kenya är värdland för det största antalet somalier med 313 000 i april 2017. De flesta bor i Dadaab-flyktingkomplexet beläget i distriktet Garissa  nära gränsen till Somalia. Vissa av komplexets inbyggare har bott där i mer än 20 år och vissa har aldrig satt sin fot i Somalia. I april 2017 bodde 40 000 somalier i Kakuma flyktingläger och 30 000 somaliska flyktingar bodde i huvudstaden Nairobi.

## Amerika

### USA
Flyktingar från Somalia började anlända till USA år 1990 och antalet tredubblades under åren 2011-2014. Sedan 2014 låg det årliga antalet på runt 9000. Mellan 2010 och 2016 migrerade fler än 47 000 somalier till USA med ungefär lika antal män och kvinnor.
Efter ankomsten flyttar många somalier till områden som redan har somaliska grupperingar, som Minnesota, Arizona, New York och Texas.

## Europa
Det exakta antalet personer med somalisk härkomst i Europa är svårt att beräkna, inte minst eftersom antalet har ökat drastiskt under senare år. Klart är dock att det största antalet personer med somaliskt ursprung i Europa finns i Storbritannien (108.000, enligt en uppskattning från 2010). Jämte Storbritannien bor flest somalier i Nederländerna, Norge, Sverige och Danmark.

### Danmark
| Somalier i Danmark, första och andra generationen           |
| ----------------------------------------------------------- |
| Antal, fjärde kvartalet varje år. Källa: Danmarks Statistik |

Efter att inbördeskriget brutit ut i Somalia år 1988 flydde ett antal till Danmark och ytterligare fler kom till landet via familjeåterförening.
I Danmark är somalier den minst integrererade gruppen invandrare och är den grupp där den minsta andelen går ut grundskolan och har den högsta andelen kriminella. Enligt Esma Birdi som arbetar integration beror detta på att somalier inte har någon utbildningstradition. Enligt Brian Arly Jacobsen vid Københavns Universitet är det också en hög andel av första generationens somalier som är traumatiserade av sina upplevelser under inbördeskriget i Somalia.
Under 2000-talet lämnade upp till 4000 Somalier Århus i Danmark för att flytta till Storbritannien, eftersom somaliska kvinnor kände sig underlägsna av ifall de stannade hemma för att sköta barnen istället för att arbeta.
Tillsammans med invandrare från Syrien och Libanon hade somalier i åldrarna 30-64 Danmark mycket låg sysselsättning enligt en rapport av Danmarks Statistik från år 2019. För andra generationens somalier i åldrarna 20-29 deltog 48% i vare sig förvärvsarbete eller utbildning, den största andelen bland invandrargrupper. Somalier hade den lägsta sysselsättningsgraden av alla invandrargrupper med 38% och andelen med varaktig sysselsättning var lägre än 25%.
Fram till december 2018 drog danska myndigheter in nära 1000 somaliers uppehållstillstånd eftersom delar av Somalia blivit säkra nog att återvända till.

### Finland
I Finland är den somaliska gruppen dessutom en av de största etniska minoriteterna och den största gruppen av icke-européerna.

### Nederländerna
I Nederländerna bodde cirka 30.000 år 2011.
Vid år 2005 hade cirka 20 tusen somalier lämnat Nederländerna för att istället slå sig ner i Birmingham och Leicester i Storbritannien. Detta skedde i samband med antimuslimska stämningar som uppstod i Nederländerna efter att en muslimsk terrorist mördat Pim Fortuyn. Enligt en talesman för Somali European Forum började utvandringen tidigare på grund av att somalierna ogillade myndigheternas försök att få somalier att assimileras i det nederländska samhället.
År 2012 hade somaliska invandrare i landet högre arbetslöshet och beroende på sociala bidrag och brottsfrekvensen bland unga manliga somalier var hög. Arbetslösheten bland somalier var på 37 procent och arbetslösheten bland icke-västliga invandrare på 16 procent.
Enligt Sociaal en Cultreel Planbureau(nl) år 2015 intog islam en central position i nästan alla somaliers liv i landet och ur många aspekter hade deras religiositet ökat från 2009 redan höga nivå.

### Norge

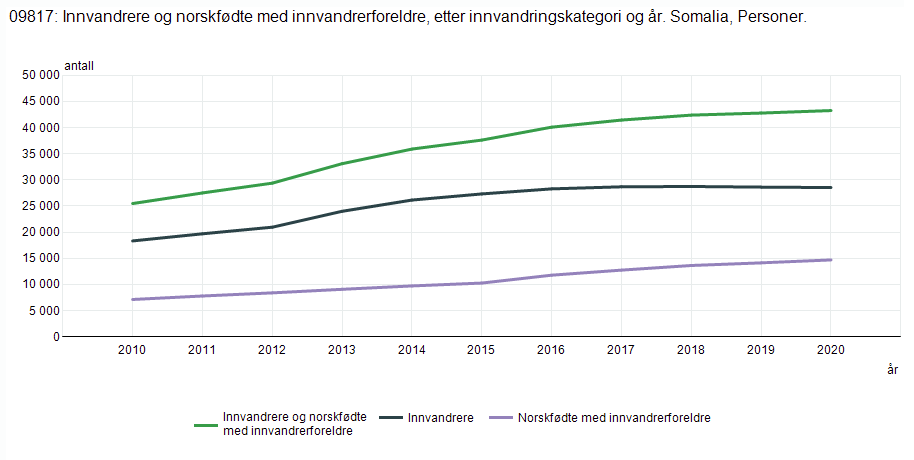
Somaliska migranter och andra generationens invandrare. Källa SSB.

Under 1970-talet kom de första somalierna till Norge och var sjömän. Efter en misslyckad statskupp i Somalia år 1978 kom de första flyktingarna som följdes av fler under 1980-talet. Under denna period tillhörde de flesta somalier som kom till Norge Issaq-klanen. Efter inbördeskriget i Somalia bröt ut 1991 ökade antalet asylsökare från Somalia. Under 1990-talet och fram till cirka 2001 uppgav de flesta asylsökare att de tillhörde Hawiye-klanen från södra delen i Somalia. Många somalier har låga inkomster och stort beroende på offentlig försörjning. Låga utbildningsnivåer och liten arbetserfarenhet gör det svårt att nyttja arbetsmarknads- och utbildningsmöjligheter.
Flera av de tidiga flyktingarna hade påbörjat utbildning i hemlandet som fick avbrytas då de flydde. Personer som levt i Somalia under och efter inbördeskriget, då organiserad skolutbildning ej fanns, har inte avslutat någon utbildning.
Enligt intervjuer med 50 somalier i Norge gjorda av Kristine Fangen vid Universitetet i Oslo bar unga somaliska kvinnor i Norge hijab som ett medel att skydda sig från anklagelser om vanheder, för att få mer respekt ifrån äldre somalier och även för protestera mot Västerländsk kultur.
Somalier var 2009 den grupp i Norge som hade lägst inkomster i Norge. En stor andel av somalier i Norge hade offentliga bidrag som sin huvudinkomst. Fram till 2006 hade somalierna som bott mindre än tre år i landet utgjorde bidrag 64 procent av inkomsterna och 29 procent var arbetsinkomster. För de som bott mer än tio år i landet utgjorde offentliga bidrag 29 procent och arbetsinkomster 56 procent.

### Storbritannien
Omkring 80 procent av alla med somalisk härkomst i Storbritannien bor i London. Etablerade somaliska "communities" finns också i Birmingham, Liverpool, Cardiff, Bristol, Manchester, Sheffield och Leicester.

### Sverige
| Födda i Somalia som migrerat till Sverige 2000-2019 |
| --------------------------------------------------- |
| Källa: SCB statistikdatabas                         |

Många somalier migrerade till Sverige under 1990-talet när inbördeskriget i Somalia började.
Antalet migranter från Somalia ökade under perioden 2005-2010 för att därefter minska på grund av att svenska myndigheter började kräva identitetshandlingar för familjeåterförening.